# 曾鮑笑薇

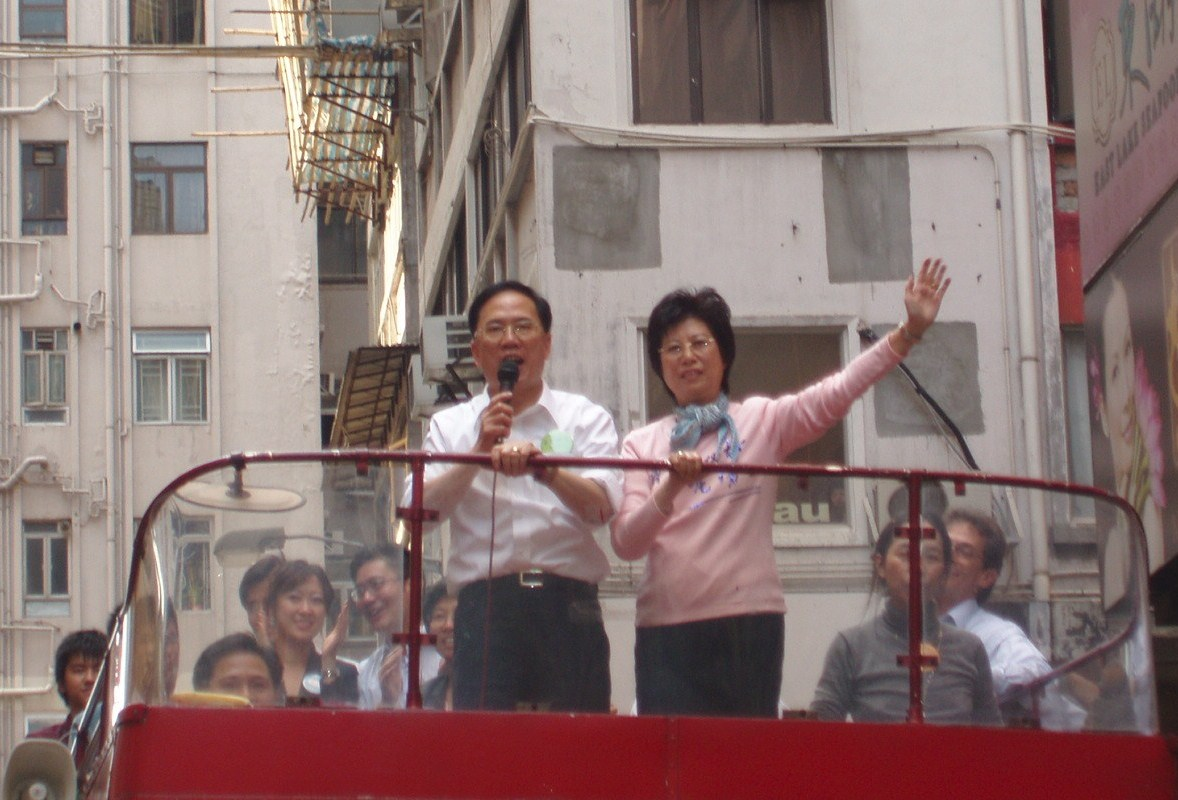
曾蔭權與太太曾鮑笑薇一同乘坐開蓬巴士穿梭街頭，為連任特首謝票。

曾鮑笑薇（英語：Lady Selina Tsang Pau Siu-mei，1946年—）本名鮑笑薇，於澳門成長，是第二至第三屆香港特別行政區行政長官曾蔭權的妻子，第二至第三屆香港特別行政區行政長官配偶。

## 簡歷
鮑笑薇是澳門已結業多年之餅家──元記餅家家族成員。父親為鮑元羲，他原是澳門電力股份有限公司職員，之後由代理綠寶汽水開始，白手興家創業，成為澳門的餅家。曾鮑笑薇有兩姐一兄；其二哥是澳門體育界知名人士、澳門籃球總會理事會主席鮑馬壯。。
鮑笑薇年少時，在澳門聖羅撒女子中學畢業，後來寄居其姊位於香港西摩道之家在香港工业专门学院攻讀商科，與曾雲家為世交，畢業之後在蜆殼石油任職秘書。由於她與曾蔭權是遠房親戚，自小認識，青梅竹馬，最後兩人在1969年結婚，婚後育有兩子，長子曾慶衍，次子曾慶淳。
曾鲍笑薇热心公益，参与多个香港的慈善组织活动，如身体力行帮忙弱势群体，救助被遗弃动物，於曾蔭權就任行政長官期間擔任香港爱护动物协会会长、香港女童軍總會會長及香港公益金會長。